# Spatangus mathesoni
Spatangus mathesoni is een zee-egel uit de familie Spatangidae.
De wetenschappelijke naam van de soort werd in 1968 gepubliceerd door Donald George McKnight.